# Моффан-э-Вашрес
Моффа́н-э-Вашре́с (фр. Moffans-et-Vacheresse) — коммуна во Франции, находится в регионе Франш-Конте. Департамент — Верхняя Сона. Входит в состав кантона Люр-Сюд. Округ коммуны — Люр.
Код INSEE коммуны — 70348.

## География
Коммуна расположена приблизительно в 340 км к юго-востоку от Парижа, в 60 км северо-восточнее Безансона, в 30 км к востоку от Везуля.
По территории коммуны протекает река Роньон, есть много озёр. Около половины территории коммуны покрыто лесами.

## Население
Население коммуны на 2010 год составляло 624 человека.
| 1962 | 1968 | 1975 | 1982 | 1990 | 1999 | 2010 |
| ---- | ---- | ---- | ---- | ---- | ---- | ---- |
| 481  | 454  | 554  | 555  | 549  | 532  | 624  |

## Администрация
| Период | Период | Фамилия       | Партия                  | Примечания |
| ------ | ------ | ------------- | ----------------------- | ---------- |
| 2005   | 2012   | Бернар Мениго | Социалистическая партия |            |
| 2012   | 2014   | Пьер Тома     |                         |            |

## Экономика

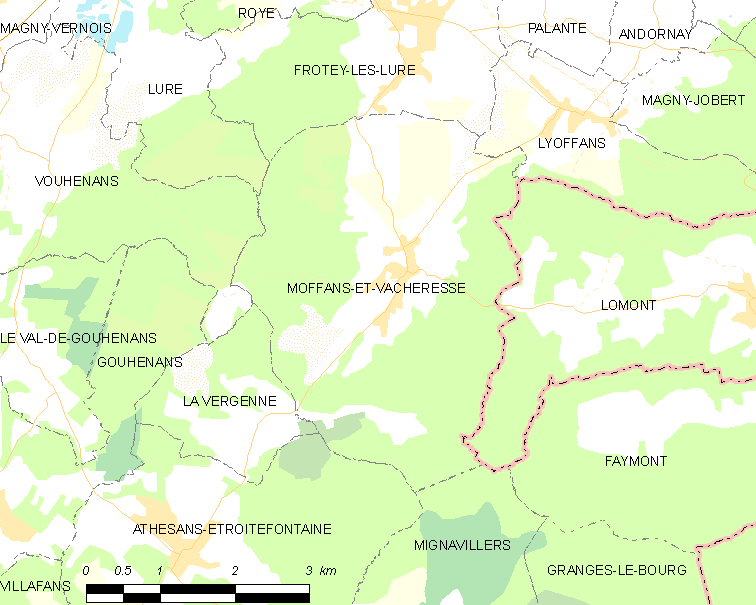
Карта коммуны

В 2010 году среди 405 человек трудоспособного возраста (15—64 лет) 303 были экономически активными, 102 — неактивными (показатель активности — 74,8 %, в 1999 году было 68,2 %). Из 303 активных жителей работали 265 человек (147 мужчин и 118 женщин), безработных было 38 (20 мужчин и 18 женщин). Среди 102 неактивных 25 человек были учениками или студентами, 47 — пенсионерами, 30 были неактивными по другим причинам.